# Neotrewia
Neotrewia é um género botânico pertencente à família Euphorbiaceae.
Plantas distribuidas no Sudeste asiático.

## Espécies
- Neotrewia arborea
- Neotrewia cumingii

## Nome e referências
Neotrewia Pax & K. Hoffm.